# Aluminé (departement)
Aluminé is een departement in de Argentijnse provincie Neuquén. Het departement (Spaans:  departamento) heeft een oppervlakte van 4.660 km² en telt 6.308 inwoners.

## Plaatsen in departement Aluminé
- Aluminé
- Kilca
- La Angostura
- Moquehue
- Ñorquinco
- Quillen
- Rahue
- Rucachoroi
- Villa Unión
- Villa Pehuenia